# Hypena haplochrosta
Hypena haplochrosta är en fjärilsart som beskrevs av Gustaaf Hulstaert 1924. Hypena haplochrosta ingår i släktet Hypena och familjen nattflyn. Inga underarter finns listade i Catalogue of Life.